# 城石憲之
城石 憲之（しろいし のりゆき、1973年4月17日 - ）は、埼玉県大宮市（現・さいたま市大宮区）出身の元プロ野球選手（内野手）、プロ野球コーチ。
ドラフト指名前は野球部無所属のフリーターという異色の経歴を持つ。2005年から2008年まで東京ヤクルトスワローズの選手会長。元妻はフリーアナウンサーの大橋未歩。

## 来歴・人物

### プロ入り前
幼少の頃はサッカーをしていたが、リフティングが上手くできないため小学3年の時にソフトボールに転向。中学時代は大宮市立大成中学校軟式野球部に所属し、後の高校で4番に座る同級生の長沼史朗らと共に関東大会で優勝する。春日部共栄高校に進学後、野球部に所属し主将も務める。1年秋からレギュラーとなり、1991年には3番（または6番）・遊撃手として第63回選抜高等学校野球大会と第73回全国高等学校野球選手権大会に出場し、夏は初戦で敗退したが春に1勝を挙げる。夏の埼玉大会決勝では門倉健を擁する聖望学園高校を破った。高校通算7本塁打を記録。卒業後は青山学院大学に進学（同級生に坪井智哉がいた）するも、部の体育会系気質になじめず1週間で中退。
大学中退後、ガソリンスタンドの従業員として生活していたが、日本ハムファイターズの入団テストに合格し、1994年度プロ野球ドラフト会議にて日本ハムから5位指名を受け、入団。日本ハムの入団テストに先んじてヤクルトスワローズの入団テストも受験しているが、こちらは不合格だった。

### 日本ハム時代
1997年にはフレッシュオールスターゲームに出場したほか、球団史上初のファーム日本選手権制覇に貢献したが、一軍には顔見せ程度の僅かな出場に留まっていた。

### ヤクルト時代
1998年のパシフィック・リーグ公式戦開幕前日、野口寿浩との交換トレードでプロ入り前の入団テストで不合格となったヤクルトスワローズへ移籍。このトレードの背景には、ヤクルトがプロ野球脱税事件による出場停止処分を受けた正遊撃手・宮本慎也の代役を探す必要に迫られていたという事情があった。
1998年移籍後すぐに一軍ベンチ入りを果たし、アキレス腱痛の関係で遊撃手ではフルに活動できない池山隆寛をサポートする形で出番が激増し、4月10日の対中日ドラゴンズ戦では先発メンバーにも選ばれた。宮本復帰後は主に二塁手として出場。プロ初本塁打も記録し、日本ハム在籍時の3年間の一軍出場数総合してもそれを上回る44試合に出場した。
1999年、4月2日の対横浜ベイスターズ戦（横浜スタジアム）で土橋勝征、辻発彦の故障のため、「8番・二塁手」で初の開幕戦先発出場を果たし年間でも前年の倍近くの86試合出場した。
2000年、2001年と土橋、宮本、岩村明憲が元気だったため出番が激減した。
2002年に2度目の開幕戦先発出場（二塁手）を掴むも、4月28日に左肘を脱臼し、長期離脱を余儀なくされる（この脱臼の後遺症で、左肘は現在も真っ直ぐ伸ばせない）。しかし、この年は自己最高となる8本塁打を記録した。
2003年、6月1日の対中日ドラゴンズ戦（千葉マリンスタジアム）では1点を追う9回二死満塁の打席でエディ・ギャラードから逆転サヨナラ2点適時打を放った。
2005年は土橋から二塁手のレギュラーを奪って自己最多の130試合に出場し、打率.256、安打92、本塁打2とまずまずの成績を残した。シーズン終了後、ヤクルトの選手会長に就任。神宮球場でのスタメン発表時、「イケメン選手会長」と紹介されていた。同年5月9日の対福岡ソフトバンクホークス戦（神宮球場）では2-2の同点の延長11回二死満塁の打席で三瀬幸司からサヨナラ安打を放った。
2007年は腰痛により開幕二軍スタート。4月25日に昇格すると本塁打を放つなど好調だったが、直後に帯状疱疹により医師から絶対安静を指示されるなど、不運が続いた。
2008年は田中浩康の台頭や、日本ハムファイターズから移籍してきた川島慶三が頭角を現したこともあり出場が激減、前半戦は主に畠山和洋の守備固めで出場した。後半戦は腰痛で離脱、打率.048に終わるなど苦しんだ。
2009年は腰痛に苦しみながらも、二軍で打率3割以上を記録。2002年の左肘脱臼に続いて右肘痛も重なったことから身体の限界を感じ、同年10月2日に現役引退を表明。引退試合となった同年10月12日の対読売ジャイアンツ戦（明治神宮野球場）では1点を追う8回に代打で出場、越智大祐から左中間を抜ける二塁打を放ち、チームの逆転勝利に貢献、試合後に花田真人と共に引退セレモニーが行われた。
2010年から一軍守備走塁コーチに就任することが発表された。

### 引退後
2011年9月28日から休養し、現役時代からの腰痛の原因である椎間板ヘルニアの手術を受けた。元々はシーズン終了後の予定だったが、ノックなどにも支障が出るため手術に踏み切った（週刊ベースボール2011年10月24日号より）。同年10月7日に復帰（休養中は、当時二軍内野守備走塁コーチだった土橋が代役を務めた）。
2014年限りでヤクルトを退団。
2015年は北海道日本ハムファイターズの二軍打撃コーチを務め、翌年の2016年度からは一軍打撃コーチに就任となった。2020年シーズンからは二軍内野守備コーチに配置転換。2月、沖縄県国頭村での二軍キャンプの打撃練習中に急に倒れて顔面を強打。名護市の病院に緊急搬送され、精密検査を受けたが、頭部に異常はなく、下顎部打撲と診断された。なお、城石は倒れる直前に左膝に打球を受けていたという。数日間の入院と約1週間の静養に努め、のちに復帰している。2021年11月1日、契約満了に伴い退団。
2022年より二軍チーフ兼守備走塁コーチとして東京ヤクルトスワローズに復帰することが発表された。2023年のWBCではファイターズの二軍コーチ時の監督でもあった栗山英樹監督の下で、内野守備・走塁兼作戦コーチを担当した。

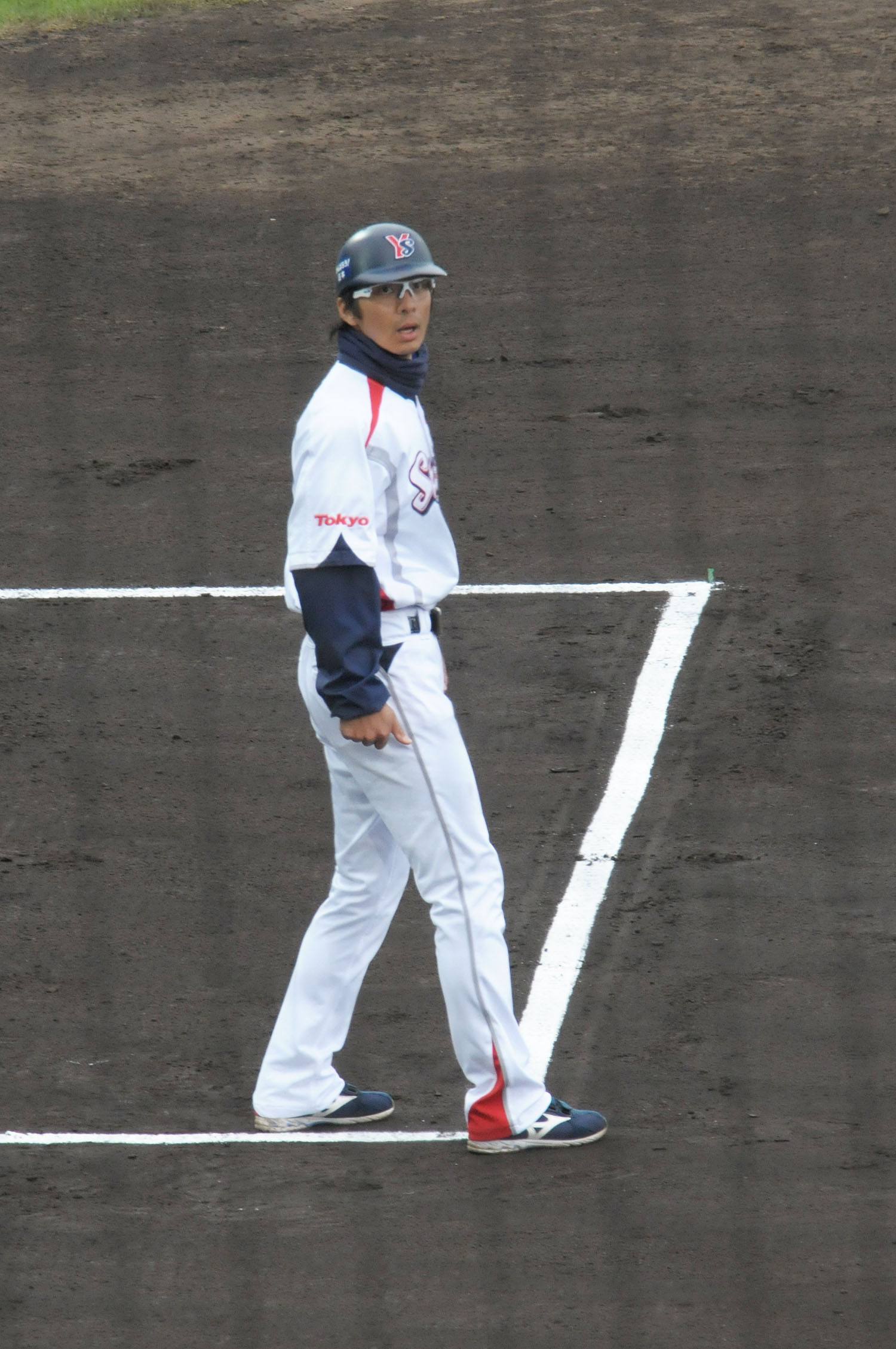
ヤクルトコーチ時代
（2012年5月13日、こまちスタジアムにて）

2023年11月8日、2024年からの二軍総合コーチに就任。2024年からは野手だけでなく投手も担当する。5月6日の1日のみ、二軍監督の池山隆寛の体調不良のため、二軍監督代行を務めた。

## 詳細情報

### 年度別打撃成績
| 年 度      | 球 団      | 試 合 | 打 席 | 打 数 | 得 点 | 安 打 | 二 塁 打 | 三 塁 打 | 本 塁 打 | 塁 打 | 打 点 | 盗 塁 | 盗 塁 死 | 犠 打 | 犠 飛 | 四 球 | 敬 遠 | 死 球 | 三 振 | 併 殺 打 | 打 率 | 出 塁 率 | 長 打 率 | O P S |
| ---------- | ---------- | ----- | ----- | ----- | ----- | ----- | -------- | -------- | -------- | ----- | ----- | ----- | -------- | ----- | ----- | ----- | ----- | ----- | ----- | -------- | ----- | -------- | -------- | ----- |
| 1995       | 日本ハム   | 2     | 3     | 3     | 1     | 2     | 0        | 0        | 0        | 2     | 0     | 0     | 0        | 0     | 0     | 0     | 0     | 0     | 0     | 0        | .667  | .667     | .667     | 1.333 |
| 1996       | 日本ハム   | 3     | 5     | 5     | 1     | 1     | 0        | 0        | 0        | 1     | 0     | 0     | 0        | 0     | 0     | 0     | 0     | 0     | 2     | 0        | .200  | .200     | .200     | .400  |
| 1997       | 日本ハム   | 4     | 1     | 1     | 0     | 0     | 0        | 0        | 0        | 0     | 0     | 0     | 0        | 0     | 0     | 0     | 0     | 0     | 1     | 0        | .000  | .000     | .000     | .000  |
| 1998       | ヤクルト   | 44    | 50    | 45    | 3     | 13    | 1        | 0        | 2        | 20    | 4     | 1     | 1        | 2     | 0     | 3     | 0     | 0     | 11    | 0        | .289  | .333     | .444     | .778  |
| 1999       | ヤクルト   | 86    | 103   | 93    | 7     | 13    | 4        | 0        | 0        | 17    | 5     | 2     | 1        | 3     | 0     | 5     | 2     | 2     | 29    | 3        | .140  | .200     | .183     | .383  |
| 2000       | ヤクルト   | 8     | 16    | 14    | 3     | 3     | 1        | 0        | 0        | 4     | 2     | 0     | 0        | 1     | 0     | 1     | 0     | 0     | 6     | 0        | .214  | .267     | .286     | .552  |
| 2001       | ヤクルト   | 31    | 38    | 36    | 4     | 9     | 3        | 0        | 0        | 12    | 0     | 0     | 0        | 1     | 0     | 1     | 0     | 0     | 10    | 0        | .250  | .270     | .333     | .604  |
| 2002       | ヤクルト   | 80    | 253   | 230   | 26    | 57    | 11       | 0        | 8        | 92    | 28    | 1     | 1        | 7     | 2     | 14    | 1     | 0     | 53    | 3        | .248  | .289     | .400     | .689  |
| 2003       | ヤクルト   | 117   | 280   | 245   | 33    | 64    | 14       | 0        | 5        | 93    | 28    | 1     | 2        | 7     | 2     | 23    | 3     | 3     | 41    | 7        | .261  | .330     | .380     | .709  |
| 2004       | ヤクルト   | 119   | 341   | 315   | 29    | 67    | 7        | 0        | 4        | 86    | 22    | 2     | 3        | 7     | 1     | 15    | 1     | 3     | 58    | 14       | .213  | .254     | .273     | .528  |
| 2005       | ヤクルト   | 130   | 389   | 359   | 25    | 92    | 18       | 1        | 2        | 118   | 30    | 2     | 2        | 10    | 0     | 19    | 1     | 1     | 66    | 9        | .256  | .296     | .329     | .624  |
| 2006       | ヤクルト   | 70    | 153   | 130   | 12    | 30    | 2        | 0        | 2        | 38    | 5     | 1     | 0        | 6     | 0     | 17    | 3     | 0     | 31    | 4        | .231  | .320     | .292     | .612  |
| 2007       | ヤクルト   | 81    | 116   | 109   | 9     | 23    | 4        | 0        | 2        | 33    | 9     | 0     | 0        | 3     | 0     | 3     | 0     | 1     | 22    | 2        | .211  | .239     | .303     | .542  |
| 2008       | ヤクルト   | 41    | 26    | 21    | 0     | 1     | 1        | 0        | 0        | 2     | 0     | 0     | 0        | 5     | 0     | 0     | 0     | 0     | 6     | 1        | .048  | .048     | .095     | .143  |
| 2009       | ヤクルト   | 1     | 1     | 1     | 1     | 1     | 1        | 0        | 0        | 2     | 0     | 0     | 0        | 0     | 0     | 0     | 0     | 0     | 0     | 0        | 1.000 | 1.000    | 2.000    | 3.000 |
| 通算：15年 | 通算：15年 | 817   | 1775  | 1607  | 154   | 376   | 67       | 1        | 25       | 520   | 133   | 10    | 10       | 52    | 5     | 101   | 11    | 10    | 336   | 43       | .234  | .283     | .324     | .606  |

### 記録
初記録
- 初出場：1995年10月3日、対西武ライオンズ25回戦（西武ライオンズ球場）、9回表に上田佳範の代打で出場
- 初安打：1995年10月4日、対西武ライオンズ26回戦（西武ライオンズ球場）、6回表に杉山賢人から
- 初先発出場：1996年10月3日、対近鉄バファローズ26回戦（東京ドーム）、七番・指名打者で先発出場
- 初打点：1998年9月13日、対広島東洋カープ27回戦（広島市民球場）、2回表に黒田博樹から
- 初本塁打：1998年9月15日、対中日ドラゴンズ23回戦（明治神宮野球場）、5回裏に門倉健から

### 背番号
- 54（1995年 - 1998年途中）
- 28（1998年途中 - 2000年）
- 00（2001年）
- 10（2002年 - 2009年）
- 87（2010年 - 2014年）
- 79（2015年 - ）

## 著書
- 世界一のベンチで起きたこと - 2023WBCで奔走したコーチの話 -（2023年7月25日、ワニブックス、ISBN 978-4847066962）[15]
- 証言 WBC2023 侍ジャパン激闘の舞台裏（2023年5月26日、宝島社、ISBN 978-4299043290） - 白井一幸、中村悠平、近藤健介らとの共著